# Proper Strand Lopers
Proper Strand Lopers is een Belgische vzw die zich bezig houdt met de zwerfafvalproblematiek aan de Belgische kust.
Door zwerfvuil op het strand op te ruimen, en daarvan foto's te delen op Facebook ijveren ze voor een proper strand. Ondertussen volgen veel andere mensen het voorbeeld van de oprichters door zwerfvuil te ruimen en een foto te delen, in de hoop anderen aan te zetten om zwerfvuil te ruimen. Naast de vele leden die via de Facebookgroep aangesloten zijn, en op eigen initiatief tijdens strandwandelingen zwerfvuil ruimen (en een foto delen), worden ook opruimacties georganiseerd. De groep verleent ook zijn steun aan andere acties met een gelijkaardig doel zoals de Ecover Beach Cleanup.

## Geschiedenis
Proper Strand Lopers ontstond als een Facebookgroep, opgericht door Tim Corbisier in 2016. In januari 2017 werden ook een Instagramaccount en een Twitteraccount opgestart. In februari 2018 werd de vereniging omgevormd naar een vzw. De Faceboekgroep heeft circa 6500 leden en de vereniging telt meer dan 400 actieve vrijwilligers. Proper Strand Lopers is financieel afhankelijk van private sponsors. In 2022 werd financiële steun gevraagd aan Vlaams minister voor Leefmilieu Zuhal Demir, maar zonder resultaat.
De acties haalden al snel het nieuws, zowel op de nationale radio en dagbladen, alsook de nationale en regionale televisie. In 2018 werd de vereniging door de Krant van West-Vlaanderen genomineerd als "Krak van Oostende" en datzelfde jaar wonnen ze de "Oostende Award". Bestuurder en medeoprichter Kevin Pierloot werd in 2019 verkozen als "Krak van Oostende.
Sinds 2017 wordt jaarlijks een gedetailleerd jaarverslag opgemaakt die de omvang en oorzaken van de vervuiling in kaart brengt. Het jaarverslag geeft aan dat de vervuiling door dagjestoeristen voor 40% uit petflessen en blikjes bestaat, maar vervuiling komt ook vanuit de zee. Zo spoelen er nog jaarlijks aan de kusten (zowel in België, Nederland en Engeland) LEGO-onderdelen aan van een lading containers van het containerschip Tokio Express, die overboord sloeg voor de kust van Cornwall op 13 februari 1997 en Nike-schoenen van een verloren lading van de Maersk Shangai op 3 maart 2018. In 2019 werden zowel een achterband als een kompas gevonden van een Halifax-bommenwerper van de RAF die in 1943 voor de kust werd neergeschoten door het Duitse luchtafweergeschut.
Een voorlopig en triest hoogtepunt werd bereikt op 19 juli 2022 door de drukte op het strand tijdens de hete zomerdag. De vloedlijn van het strand van Oostende lag bezaaid met zwerfafval en vrijwilligers ruimden die dag 3200 liter zwerfafval wat bijna even veel was als de 3400 liter die in het 2021 in totaal in de hele zomer in Oostende werd opgeruimd. Het vorig record dateerde van een zomerdag in 2019 waarbij 2000 liter geruimd werd.

## Initiatieven
- Behalve een grote jaarlijkse opruimactie in het kader van World Clean Up Day worden het hele jaar door lokale opruimacties georganiseerd en tijdens de zomer dagelijks opruimacties.
- Sensibiliseringscampagnes, gericht naar het bedrijfsleven, consumenten, maatschappelijke organisaties en de overheid.
- Onderzoek en monitoring, steun aan het Strandobservatienetwerk ‘SeaWatch-B’ in hun onderzoek naar marien zwerfvuil en microplastics.
- Organisatie van teambuildings voor bedrijven of organisaties, waarbij onder begeleiding opruimsessies worden georganiseerd.
- Noordzee Trash Art, een initiatief opgestart door Christel Patfoort die kunst maakt met het verzamelde zwerfafval.[12] Ze werd daarvoor in 2020 bekroond met de titel "Krak van Nieuwpoort".[13]